# Pelourinho de Avis
O Pelourinho de Avis localiza-se na vila, na freguesia e no município de Avis, no distrito de Portalegre, em Portugal.
Situa-se na Praça Serpa Pinto, em jardim público, perto da igreja matriz.
Encontra-se classificado como Imóvel de Interesse Público desde 1933.

## Características
Este pelourinho é constituído por uma coluna quadrangular de mármore branco, assente sobre uma base e rematada por um capitel. Tem como referência iconográfica mais importante a ave simbólica da vila – AVIS – a águia de asas abertas.